# آلیس در سرزمین عجایب (فیلم ۱۹۴۹)
آلیس در سرزمین عجایب (فرانسوی: Alice au pays des merveilles‎) فیلمی در ژانر فانتزی است که در سال ۱۹۴۹ منتشر شد. از بازیگران آن می‌توان به پاملا براون و دیوید رید اشاره کرد.